# Verena Stauffer

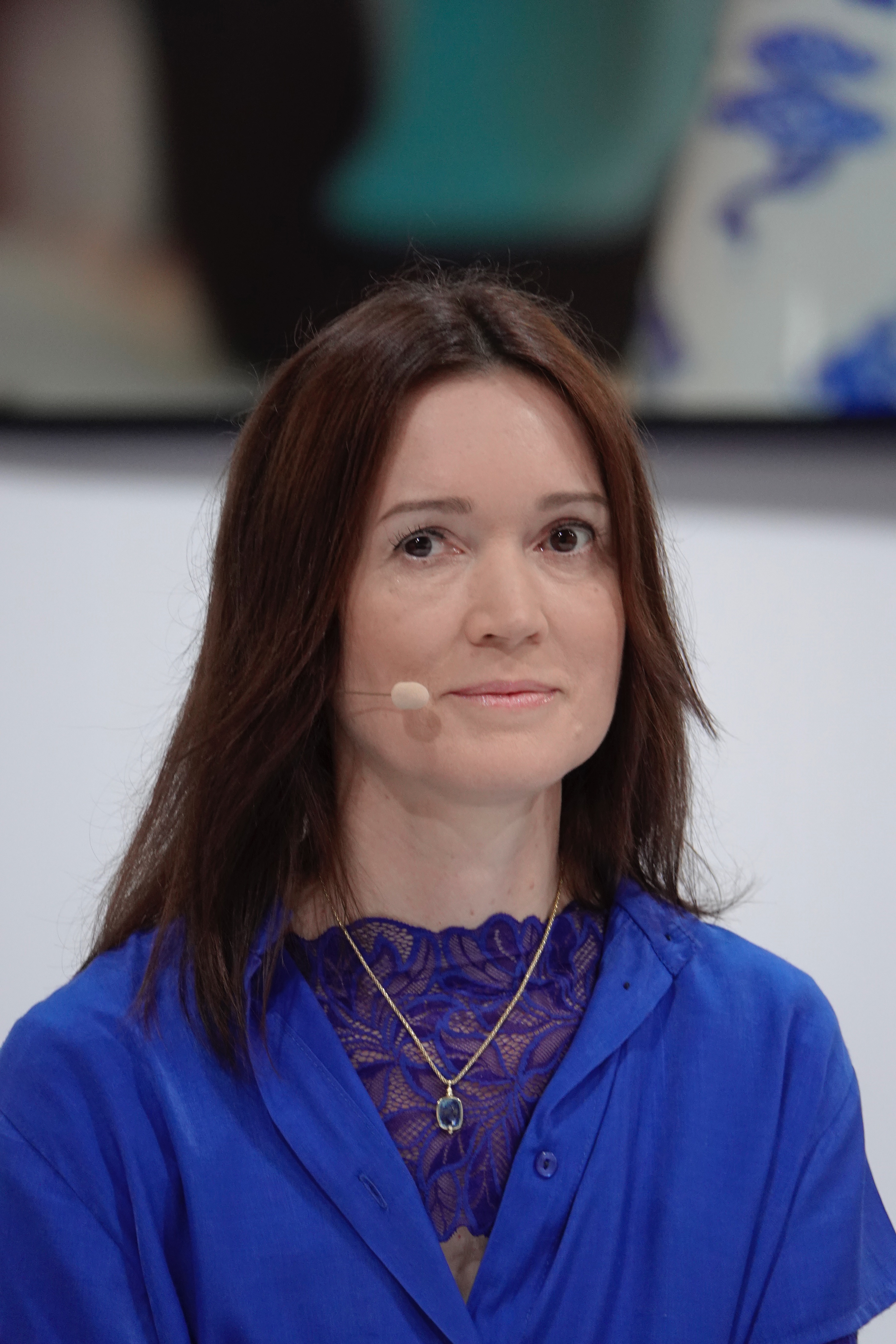
Verena Stauffer beim Ingeborg-Bachmann-Preis 2025

Verena Stauffer (* 1978 in Kirchdorf an der Krems) ist eine österreichische Schriftstellerin.

## Leben
Stauffer wuchs im oberösterreichischen Molln auf. Sie studierte Philosophie an der Universität Wien.
2013 veröffentlichte sie erste literarische Texte, überwiegend im Literaturmagazin Manuskripte. Für ihre vorwiegend in Anthologien publizierte Lyrik und Prosa erhielt sie mehrere Auszeichnungen, unter anderem den Manuskripte-Förderpreis, den Rotahorn-Literaturpreis sowie Stipendien des österreichischen Bundeskanzleramtes. 2018 erschien im Wiener Verlagshaus Kremayr & Scheriau ihr Debütroman Orchis über die Abgründe der menschlichen Psyche, der im gleichen Jahr für den Literaturpreis Alpha, die Hotlist und den Blogger-Debütpreis nominiert war.
Ihr Gedichtband Ousia, erschienen bei Kookbooks, Berlin, war im Jahr 2020 für den österreichischen Buchpreis nominiert. Stauffers Arbeiten wurden ins Englische, Polnische, Serbische, Rumänische und Russische übersetzt.
Ihre autofiktional-surreale Tagebuchprosa Geschlossene Gesellschaft, entstanden aus einem Auftragswerk für das Literaturhaus Graz, erschien 2021 in der Frankfurter Verlagsanstalt.
2020 unterrichtete Stauffer an der Universität Tomsk literarisches Schreiben. Im Jahr 2021 hielt sie als Max Kade – Writer in Residence eine dreimonatige Gastprofessur, ebenfalls für literarisches Schreiben, am Allegheny College, in Pennsylvania, USA.
Stauffer ist Mitglied im Literaturverein Manuskripte, der Künstlervereinigung MAERZ und dem Netzwerk LYRIK, Deutschland. Sie ist als Gastkuratorin verschiedener Literaturzeitschriften, Lektorin junger Texte (zuletzt für die Finalistinnen des internationalen Nachwuchswettbewerbs Open Mike) und als Veranstalterin, bzw. Moderatorin unterschiedlicher Literaturveranstaltungen tätig. Zuletzt u. a. für die Alte Schmiede, Wien und die Literaturzeitschrift SALZ, Salzburg.
Als Jurorin war sie zuletzt für den Georg-Trakl-Förderpreis und das Startstipendium des BMUKK tätig.
2025 wurde Verena Stauffer von Klaus Kastberger zum Ingeborg-Bachmann-Preis nominiert. Ihr Gedichtband Kiki Beach (koobooks, 2025) erreichte Platz 1 der ORF-Bestenliste im Juni 2025.
Nach Auslandsaufenthalten in Deutschland, Russland und den USA lebt Stauffer gegenwärtig in Wien.

## Publikationen (Auswahl)
- Zitronen der Macht, Hochroth, Wien 2014, ISBN 978-3-902871-57-2
- Orchis, Kremayr & Scheriau, Wien 2018, ISBN 978-3-218-01104-4
- Ousia, Kookbooks, Berlin 2020, ISBN 978-3-948336-04-2
- Geschlossene Gesellschaft, Frankfurter Verlagsanstalt, Frankfurt am Main 2021, ISBN 978-3-627-00292-3
- Kiki Beach, Kookbooks, Berlin 2025, ISBN 978-3-948336-27-1

## Preise und Auszeichnungen
- Rotahorn Literaturpreis 2016
- Projektstipendium des Bundeskanzleramtes 2016/2017
- Manuskripte Förderpreis der Stadt Graz 2018
- Shortlist Hotlist 2018
- Hotlist Preis der Frankfurter Buchmesse 2018
- Shortlist des Blogger-Debutpreises 2018
- Nominierung für den Alpha Literaturpreis 2018
- Nominierung zum Österreichischen Buchpreis 2020
- Projektstipendium des Bundeskanzleramtes 2020/2021
- Nominierung zum Ingeborg-Bachmann-Preis 2025

## Anthologien
- Plastiktännchen. In: all dies hier, Majestät, ist deins. Lyrik im Anthropozän. Hg. von Anja Bayer und Daniela Seel. Kookbooks, Berlin 2016
- Pod jezyk wkladam ci slowo. Antologia nowej poezji austriackiej (= Anthologie neuer österreichischer Lyrik). Polen. Hg. von Ryszard Wojnakowski. Oficyna Wydawnicza Atut. 2017
- Die Jünger im Schatten der Büsche. In: Lyrik von Jetzt. Hg. von Robert Prosser. Limbus, 2019
- Leben. In: Mutter Werden, Mutter sein. Hg. von Barbara Rieger. Leykam, 2021
- Kuss der Augen. In: Jahrbuch österreichischer Lyrik 2020/21. Hg. von Alexandra Bernhardt. Edition Melos, Wien 2021
- Was mir fehlt, ist eigentlich nur das Klavier. In: Literarische Selbstgespräche. Hg. von Astrid Nischkauer. Klever, 2021
- Himmelsfossil. In: Nebesnoe Iskopaemoe. Anthologie aktueller deutscher Poesie. Hg. von Anna Frolova und Hendrik Jackson. 2021
- Sam mrmor sam. Deutsche Lyrik von 1999–2019. Hg. von Verica Trikovic. Übersetzung ins Serbische. 2021